# Салмыш
Салмыш — река в Оренбургской области России, протекает по территории Шарлыкского, Октябрьского и Сакмарского районов. Устье реки находится в 59 км по правому берегу реки Сакмары. Длина — 193 км, площадь водосборного бассейна — 7340 км².

## Этимология
Башкиры именуют реку — Хайылмыш. Гидроним сопоставляют с башкирским хайылдашыу — «шуметь», -мыш — возможно, аффикс причастия настоящего времени, характерный для ряда тюркских языков, или словообразовательный элемент.

## Гидрология
Основное питание — снеговое. Половодье с конца марта до начала мая. Замерзает в ноябре, вскрывается в апреле. Среднегодовой расход воды в 79 км от устья — 10,4 м³/с.

## Данные водного реестра
По данным государственного водного реестра России относится к Уральскому бассейновому округу, водохозяйственный участок реки — Сакмара от впадения реки Большой Ик и до устья. Речной бассейн реки — Урал (российская часть бассейна).
Код объекта в государственном водном реестре — 12010000712112200006626.

## Притоки
(расстояние от устья)
- 6 км: река Янгиз (пр)
- 53 км: река Шестимир (пр)
- 55 км: река Большой Юшатырь (лв)
- 81 км: река Бурлюк (лв)
- 106 км: река Тельгаза (лв)
- 140 км: река Сыскан (лв)
- 154 км: река Неть (пр)
- 164 км: река Ялонга (лв)
- 165 км: река Шарлык (пр)